# Angely Rojas
Angely Rojas (Santo Domingo, República Dominicana) es una culturista, empresaria y personalidad televisiva nacida en República Dominicana y nacionalizada estadounidense, miembro profesional de la Federación Internacional de Fisicoculturismo. Ha participado en diversos torneos organizados por la IFBB, el Comité Nacional de Fisicoculturismo y la Federación Dominicana de Fisiculturismo y Fitness y en 2020 fue reconocida por la revista Forbes en su lista de las «empresarias que utilizan la tecnología para prosperar en medio del COVID-19» por su programa virtual de entrenamiento fitness AR30.

## Biografía

### Primeros años e inicios
Rojas nació en Santo Domingo, República Dominicana y fue criada en Nueva York, Estados Unidos. Allí se vinculó profesionalmente con Delta Air Lines, empresa en la que trabajó como auxiliar de vuelo. Paralelamente empezó a desempeñarse como culturista y entrenadora, iniciando su participación en competencias del Comité Nacional de Fisicoculturismo (NPC) en el año 2014.

### Torneos NPC y Copa Independencia
Ese año participó en el torneo de culturismo Bev Francis Atlantic States en la categoría de Bikini Femenino, finalizando en la séptima posición. En 2015 se coronó campeona en los torneos Jay Cutler Classic y Garden State en las categorías de Bikini Femenino Principiante y Bikini Femenino Clase B, además de obtener un segundo lugar en el Gran Premio de Brooklyn y la sexta posición en el Torneo Norteamericano, ambos en la categoría de Bikini Femenino Clase B.
Tras ganar la XXII Copa Independencia de Fisicoculturismo y Fitenss Internacional realizada en su natal República Dominicana en la división Bikini Fitness, en 2016 ocupó la primera posición en el Gran Premio de Brooklyn (en las categorías Bikini Femenino Clase B y General) y en el Campeonato Eastern USA (en la categoría de Bikini Femenino Clase B). Luego de ocupar el sexto lugar en los Torneos Nacionales, en 2017 registró participaciones en el Torneo Universal, en el Campeonato Norteamericano y nuevamente en los Nacionales (donde obtuvo un segundo lugar), antes de participar en su primera liga profesional de la Federación Internacional de Fisicoculturismo.

### Torneos IFBB y otros proyectos
En 2018 se convirtió en miembro profesional de la IFBB, participando inicialmente en el Torneo Profesional de República Dominicana y ocupado la quinta posición en la categoría de Bikini Femenino. Ese mismo año participó en el evento Iron Games Pro Bikini, finalizando en la decimosexta casilla. En 2019 participó en la eliminatoria para el evento Ms. Olympia en la división Bikini Olympia, aunque no logró acceder a las fases finales.
Rojas es la creadora del programa virtual de entrenamiento fitness AR30. En 2020 fue reconocida por la revista Forbes en su lista de las «empresarias que utilizan la tecnología para prosperar en medio del COVID-19» por su labor durante la pandemia, junto a otras emprendedoras como Rachel Laryea y Alex Wolf. Ha participado además en diversos programas para la cadena Univisón como experta en nutrición y vida saludable.

## Medallero
| Año  | Federación                                        | Evento                  | Categoría                            | Medalla           | Ref.   |
| ---- | ------------------------------------------------- | ----------------------- | ------------------------------------ | ----------------- | ------ |
| 2015 | Comité Nacional de Fisicoculturismo               | Jay Cutler Classic      | Bikini Femenino Clase B              | Medalla de bronce | [ 14 ] |
| 2015 | Comité Nacional de Fisicoculturismo               | Jay Cutler Classic      | Bikini Femenino Principiante General | Medalla de oro    | [ 14 ] |
| 2015 | Comité Nacional de Fisicoculturismo               | Jay Cutler Classic      | Bikini Femenino Principiante Clase A | Medalla de oro    | [ 14 ] |
| 2015 | Comité Nacional de Fisicoculturismo               | Torneo de Garden State  | Bikini Femenino Clase B              | Medalla de oro    | [ 15 ] |
| 2015 | Comité Nacional de Fisicoculturismo               | Gran Premio de Brooklyn | Bikini Femenino Clase B              | Medalla de plata  | [ 16 ] |
| 2016 | Comité Nacional de Fisicoculturismo               | Gran Premio de Brooklyn | Bikini Femenino Clase B              | Medalla de oro    | [ 17 ] |
| 2016 | Comité Nacional de Fisicoculturismo               | Gran Premio de Brooklyn | Bikini Femenino General              | Medalla de oro    | [ 17 ] |
| 2016 | Comité Nacional de Fisicoculturismo               | Torneo Eastern USA      | Bikini Femenino Clase B              | Medalla de oro    | [ 18 ] |
| 2016 | Federación Dominicana de Fisiculturismo y Fitness | Copa Independencia      | Bikini Fitness                       | Medalla de oro    | [ 5 ]  |
| 2017 | Comité Nacional de Fisicoculturismo               | Torneo Nacional         | Bikini Femenino Clase B              | Medalla de plata  | [ 19 ] |